# Дні НАТО в Остраві
Дні НАТО в Остраві та Дні ВПС Чехії (чеськ. Dny NATO v Ostravě & Dny Vzdušných sil AČR) — це найбільше шоу сил оборони в Чехії. Його мета — представити широкій громадськості ресурси та можливості Чеської Республіки, її союзників по НАТО та інших держав-партнерів у сфері безпеки, як міжнародної (військової), так і національної. Захід проходить щорічно у другій половині вересня і триває два дні.
До постійних учасників належать збройні сили, компоненти інтегрованої системи порятунку (пожежники, поліція, медичні рятувальні служби), митна адміністрація, пенітенціарна служба, муніципальна поліція та інші. Вхід вільний (окрім 2021 року).
Перші два роки Дні НАТО проводилися в Остраві у Черній Луці, з 2003 року — в аеропорту Острави імені Леоша Яначека. У 2001 році це був невеликий захід, який відвідали близько 10 000 глядачів; у 2016, за оцінками, шоу зібрало понад 130 000 людей. Дні НАТО є однією з найзначніших подій Моравсько-Сілезького края та найбільшою виставкою авіаційної та оборонної техніки в Європі .

## Зміст шоу
До Днів НАТО входять переговори, семінари, конференції та презентації військової та рятувальної техніки, які завершуються програмою вихідного дня в аеропорту. Він складається з презентації важкої військової, поліцейської та рятувальної техніки, показів підготовки спеціальних підрозділів, авіашоу, а також презентації озброєння та обладнання чеських та іноземних учасників. Окрім держав-членів НАТО, у Днях НАТО також беруть участь країни, що не є членами цієї організації, зокрема Саудівська Аравія (2017), Швейцарія (2016, 2012) та Австрія (з 2010) .
З 2010 року паралельно з Днями НАТО проводяться Дні ВПС Чехії .
Участь беруть Армія, Пожежно-рятувальна служба та Поліція Чеської Республіки, а також Митна адміністрація, Пенітенціарна служба, Муніципальна поліція та інші відомства.
З нагоди цієї події вибрані особистості також нагороджуються Трансатлантичною премією Чехії та Словаччини.
У 2021 році через пандемію коронавірусної хвороби вхід був платним, кількість квитків була обмежена, при цьому вхід дозволявся лише за дійсним Covid-паспортом. У 2022 році ці обмеження знову скасували.

## Організатори і партнери
Головними організаторами заходу є асоціація Jagello 2000, Генеральний штаб Збройних сил Чехії, Пожежно-рятувальна служба, Регіональне управління поліції та Служба швидкої допомоги Моравсько-Сілезького краю, а також аеропорт Леоша Яначека в Остраві /
Захід тривалий час підтримується Міністерством оборони і Міністерством закордонних справ Чеської Республіки, Моравсько-Сілезьким краєм, Статутним містом Острава та Відділом громадської дипломатії НАТО. Окрім цих інституцій, серед довгострокових партнерів також присутні компанії з комерційного сектора, зокрема Aero Vodochody та Škoda Auto .

## Цікаві деталі окремих проведень

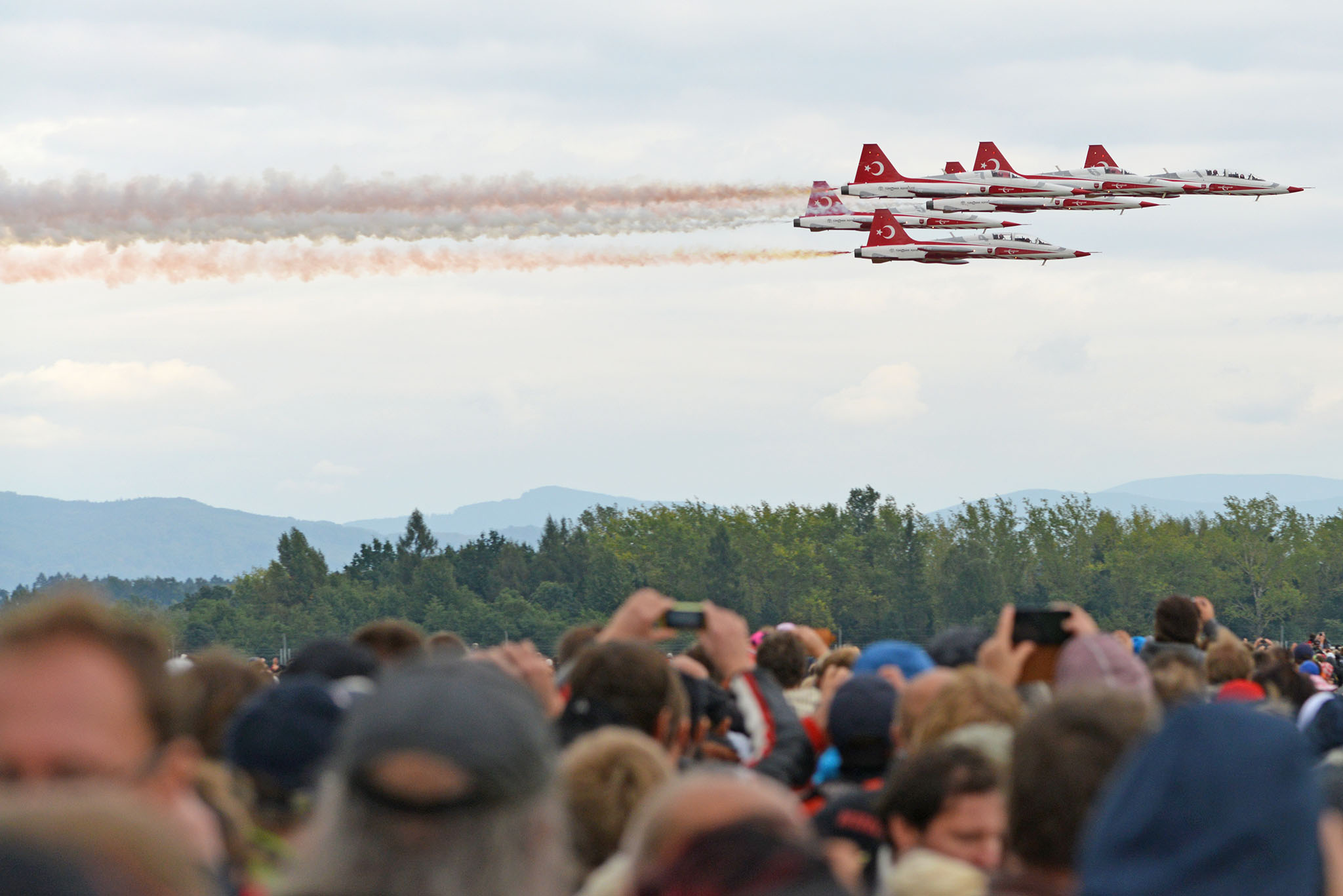
Авіашоу групи «Турецькі зірки»

Нижче наведено найбільш примітні особливості проведень Днів НАТО .
- 2001 — виступ елітних повітряних десантників з Бельсько-Бяли зробив Польщу першою іноземною країною, що взяла участь у заході. Польща також є єдиною країною, що брала участь у всіх проведеннях Днів НАТО.
- 2002 — Словаччина також направила свій елітний бойовий підрозділ — 5-й полк спеціального призначення з Жиліни та за його участі підтримала свою кандидатуру на вступ до НАТО серед країн-членів на майбутньому саміті в Празі.
- 2003 — починаючи з цього проведення, захід регулярно відбувається в середині вересня в аеропорту Леоша Яначека в Остраві, середовище якого дозволяє проводити польотні покази. Родзинкою програми став показ бойового вертольота Мі-24 армії Чехії. Вперше долучилася Велика Британія, яка представила свою тренінгову команду BMATT (British Military Advisory Training Team) з Вишкова.
- 2004 — перша участь літака раннього попередження НАТО E-3A Sentry «AWACS» з авіабази в Гайленкірхені, Німеччина.
- 2005 — перша участь повітряних сил іншої країни: Британські Королівські ВПС представили літак Tornado F3.
- 2006 — перша участь ВПС США, а також перший виступ пілотажної групи — британських Red Arrows.
- 2007 — перша презентація Eurofighter Typhoon в Центральній та Східній Європі повітряними силами Великобританії. Унікальна презентація танка Merkava Mk I з колекції Військово-історичного інституту — це єдиний танк цієї моделі в колекціях за межами Ізраїлю.
- 2008 — участь українського важкого транспортного літака Ан-124 «Руслан».
- 2009 — захід перенесено у північну частину аеропорту, програму розширено на обидва вихідні. Перша участь американського стратегічного транспортного літака C-5 Galaxy.
- 2010 — завдяки рішенню генерала Їржі Вернера разом з Днями НАТО в Остраві також було проведено перші Дні ВПС Чехії. Перша участь американського стратегічного бомбардувальника B-52H Stratofortress.
- 2011 — перша участь пілотажної групи «Turkish Stars» на надзвукових літаках NF-5; презентація ВПС Ізраїлю (два винищувачі F-15D Baz і транспортний літак C-130 Hercules).
- 2012 — перший показ симуляції дозаправлення в повітрі, виконаний літаками Gripen ВПС Чехії та французьким літаком C-135FR в ролі заправника; повернення британської групи Red Arrows, перше вручення Чеської та словацької Трансатлантичної премії.
- 2013 — перша участь вертолітної пілотажної групи — іспанської Patrulla ASPA.
- 2014 — перша європейська презентація конвертоплана CV-22B Osprey ССО армії США; перша участь у заході президента Чехії (на той час — Мілош Земан); перше представлення концепції Special Partner Nation — надання обраній країні-партнеру більшого місця для презентації, ніж зазвичай (першою країною, представленою таким чином, стала Польща з 13 видами техніки).
- 2015 — участь гігантського голландського літака-заправника KDC-10; вперше взяла участь армія Йорданії з жіночим підрозділом реагування.
- 2016 — презентація італійської пілотажної групи Frecce Tricolori та унікального зібрання літаків Eurofighter від усіх п'яти європейських операторів.
- 2017 — участь пілотажної групи «Саудівські соколи»; вперше брала участь наземна військова техніка відразу трьох іноземних держав (Німеччина, Польща, Словаччина).
- 2018 — святкове авіашоу до 100-річчя незалежної Чехословаччини; спеціальна презентація історичної техніки.
- 2019 — презентація трьох пілотажних груп (французька Patrouille de France, фінська Midnight Hawks та швейцарська PC-7 Team); унікальний спільний виступ пілотажника Мартіна Шонки[en] на гоночному Extra 300 та капітана Іво Кардоша на JAS-39 Gripen чеських ВПС; світова публічна прем'єра літака L-39NG.
- 2020 — через пандемію коронавірусу 2020 рік пройшов без відвідувачів, програма транслювалася в прямому ефірі через чеське телебачення та соціальні мережі. Проліт «Разом сильніші» за участю чеських та американських літаків; спільний проліт літаків Gripen ВПС Чехії, Угорщини та Швеції; реконструкція однієї з битв Моравсько-Остравської операції із залученням історичної техніки до 75-ї річниці закінчення Другої світової війни.
- 2021 — через епідемію коронавірусу відвідуваність обмежена до 40 тис. на день; перша чеська презентація винищувача 5-го покоління F-35 Lightning II ВПС Італії; перша публічна презентація безпілотника MQ-9 Reaper, участь британського військового літака C-47 Dakota.
- 2022 — перша участь південноамериканської країни у вигляді бразильського літака С-390; перша презентація літака JAS-39 Gripen E; перша участь швейцарської групи Patrouille Suisse, проліт голландського F-35 Lightning II, міжнародний проліт Welcome to NATO — символічне привітання Фінляндії та Швеції як майбутніх членів Північноатлантичного альянсу.
- У 2024 році Дні НАТО не проводилися через повінь[cz][5].